# Keating TKR
Der Keating TKR ist ein Supersportwagen der Oberklasse des britischen Herstellers Keating Supercars. Er wird in England produziert und war laut Herstellerangaben zeitweise der stärkste in Kleinserie gefertigte Supersportwagen.
Der Wagen erreichte auf einer Teststrecke in Kalifornien eine inoffizielle Höchstgeschwindigkeit von 418,34 km/h (260,1 mph). Diese wurde nicht von einer unabhängigen Organisation bestätigt.

## Technische Daten
Der Motor ist ein V8 mit Doppelturbo und erzeugt aus 7000 cm³ Hubraum eine Leistung von bis zu 1825 PS (maximal 2000 PS in speziellen Setups). Die Kraft des Mittelmotors wird über ein 5-Gang-Getriebe an die Hinterräder übertragen. Das Gewicht beträgt etwa 995 kg, die Karosserie besteht aus kohlenstofffaserverstärktem Kunststoff.